# 阿万纳塔
阿万纳塔（直译：「北方」，格陵蘭語發音：[avanːaːta]），是格陵蘭的一個市镇，於2018年1月1日由前卡苏伊楚普市镇的北方四個地區成立。

## 地理
阿万纳塔南邊與同為2018年由卡苏伊楚普分離後新成立的凯凯塔利克市镇相鄰。東側與東南側分別與東北格陵蘭國家公園、塞梅索克市镇於西經45度劃分接壤，但因受到格陵蘭冰原阻隔而沒有來往。
阿万纳塔西北部與加拿大埃爾斯米爾島之間相隔一條狹窄的內爾斯海峽，內爾斯海峽中的漢斯島，丹麥聲稱是阿万纳塔的一部分，而加拿大視之為努納武特基吉柯塔魯克地區（因紐特語：ᕿᑭᖅᑖᓗᒃ）的一部分。

## 語言
阿万纳塔通行標準化格陵蘭語的西格陵蘭方言（Kalaallisut）。西北部的卡納克與周圍地區亦通行因紐特語Inuktun北部方言。

## 城鎮
阿万纳塔市镇內共有四個城市與23個村落。